# Padmé Amidala
Padmé Naberrie Amidala este un personaj fictiv din seria de filme regizată de George Lucas intitulată Războiul stelelor. Amidala apare pentru prima data în serie, în filmul Războiul stelelor - Episodul I: Amenințarea fantomei (din 1999) ca fiind o tânără regină de pe planeta Naboo. În noile variante ale filmelor seriei Războiul stelelor, Padmé reprezintă planeta Naboo în Senatul Galactic. Este de asemenea un personaj principal în serialul de animație  Războiul stelelor: Războiul clonelor (din 2003-2005) și în literatura Războiul stelelor. Padmé este soția secretă a lui Anakin Skywalker și mama lui Luke Skywalker și a Prințesei Leia Organa.
Născută într-un sat de munte cu 46 de ani înainte de întâmplările din Războiul stelelor - Episodul IV: O nouă speranță Padmé Naberrie este cunoscută după titluri politice cum ar fi Regina Amidala și Senatoarea Amidala. Ea este un politician cheie ce susține democrația și legile în Republica Galactică.
În varianta originală a filmelor din 1970 mama lui Luke sau Leia nu apare în acestea. Referințe neclare apar în filmul Războiul stelelor - Episodul VI: Întoarcerea lui Jedi (din 1983) despre aceasta însă personajul nu a apărut decât în noile variante ale filmelor din 1999 și 2005. În rolul lui Padmé Amidala joacă actrița Natalie Portman iar îmbrăcămintea a fost creată de către Trisha Biggar.